# 薩基 (克里米亞)
薩基（羅馬化：Saky）法理上是乌克兰克里米亚自治共和国葉夫帕托里亞區的城市，事实上为俄罗斯克里米亞共和國的直辖市及薩基區的行政中心（该市不在该区的管辖范围内）。該市距離首府辛菲罗波尔45公里，始建於14世紀，面積28.74平方公里，海拔高度18米，2021年人口数量为24,285人。

## 友好城市[2]
- 奥地利 韦尔斯（1998年）
- 俄羅斯 普羅特維諾（2007年）
- 白俄羅斯 戈梅利 中央区（俄语：Центральный район (Гомель)）（2007年）
- 土耳其 费特希耶（2008年5月）
- 俄羅斯 希格雷（2008年6月）
- 俄羅斯 利夫內（2009年6月）
- 俄羅斯 格罗兹尼（2009年10月）
- 乌克兰 多利納（2010年7月）
- 乌克兰 魯比日內（2010年9月）
- 乌克兰 蘇達克（2011年7月）
- 中国 琼海市（2012年12月）
- 摩尔多瓦 瓦杜尔卢伊沃代（英语：Vadul lui Vodă）（2013年6月）
- 俄羅斯 葉先圖基（2014年6月）
- 俄羅斯 烏拉伊（2015年6月16日）
- 卢甘斯克人民共和国/ 乌克兰 布良卡（2017年11月13日）
- 保加利亚 薩多沃（2021年6月25日）
- 俄羅斯 罗斯托夫（2021年10月18日）

## 图集

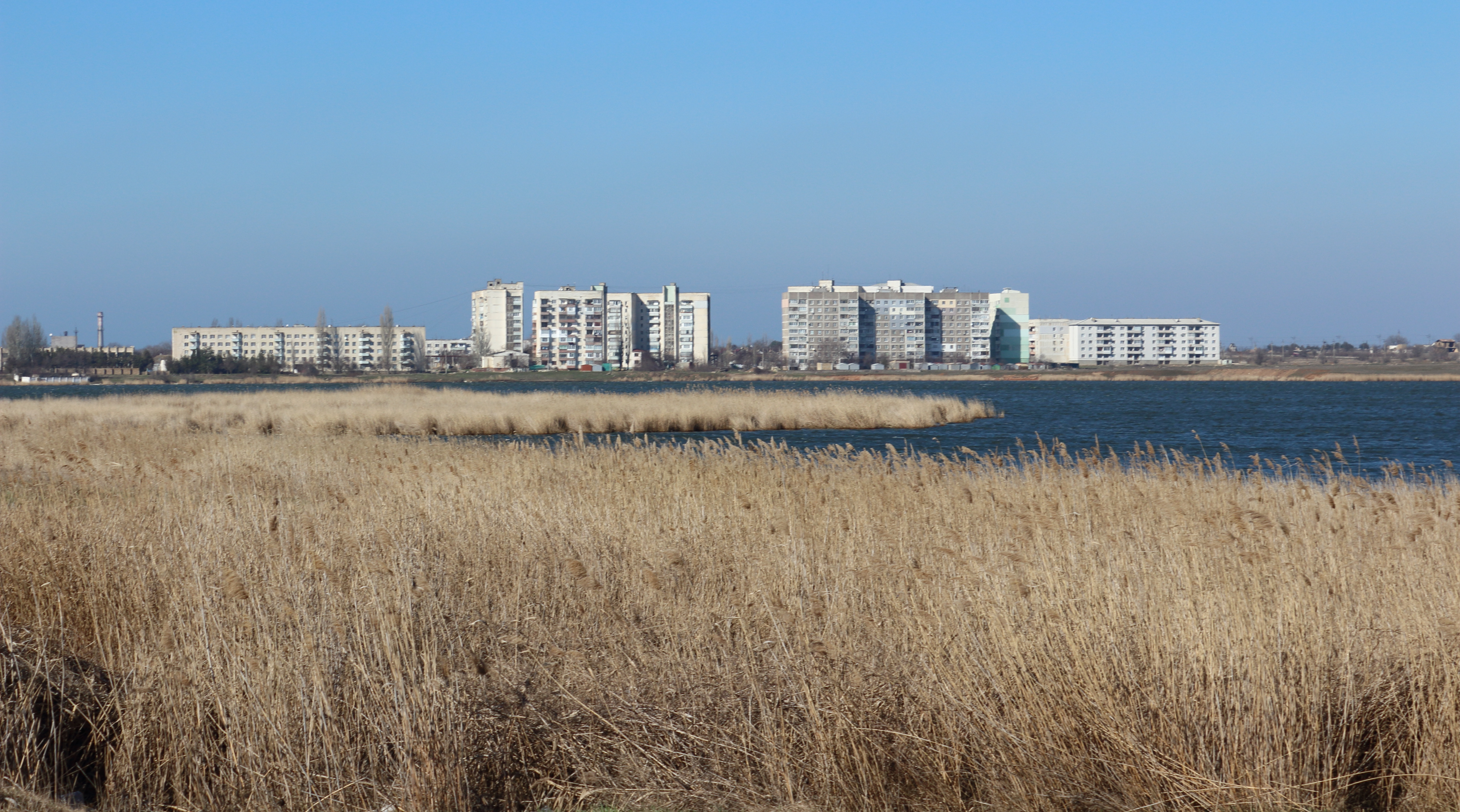
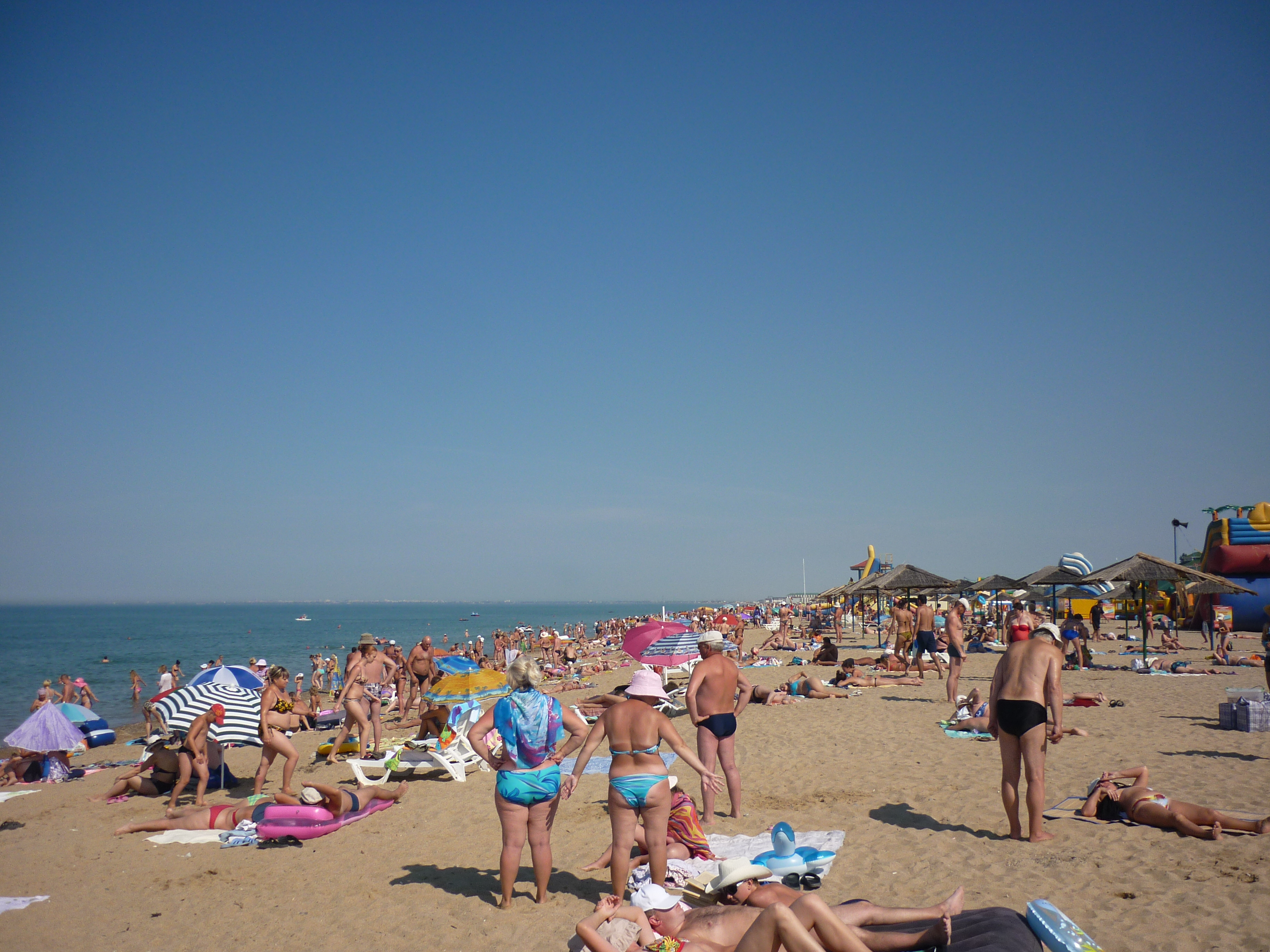
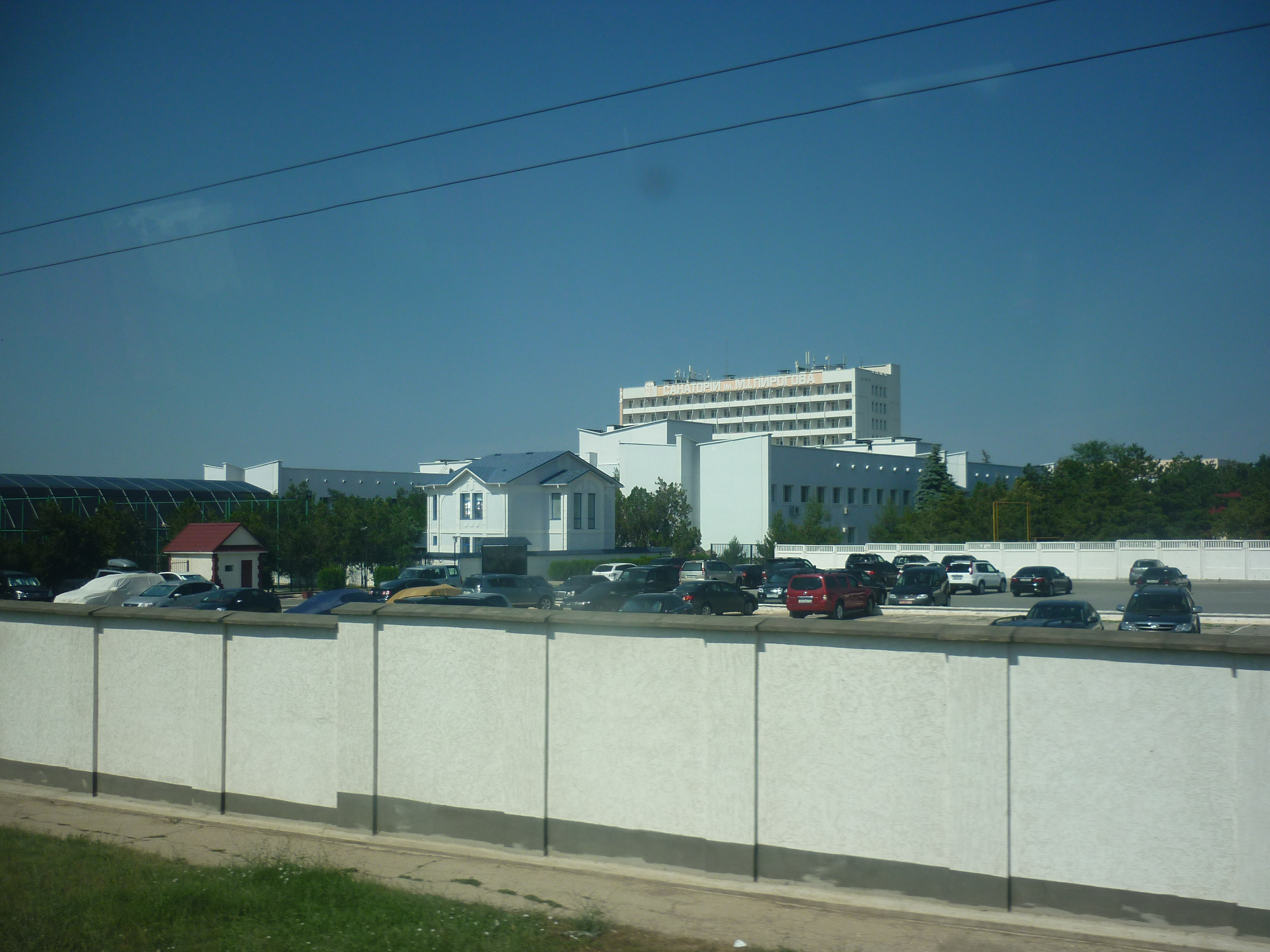
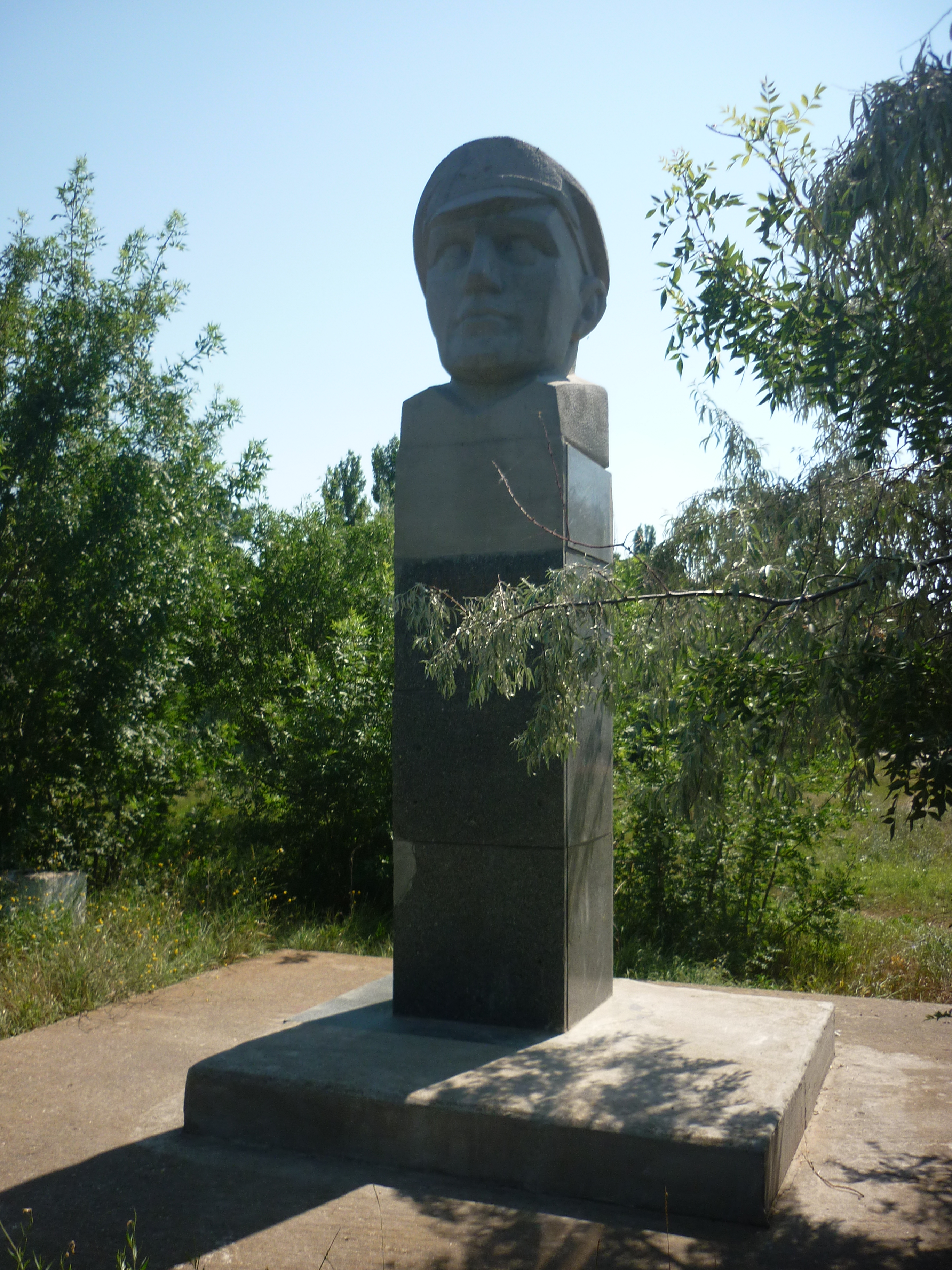